# 麦子河水库
麦子河水库是中国云南省曲靖市陆良县境内的一座水库，位于麦子河上，建于1954年。水库正常库容为1136万立方米，集雨面积为52平方千米，海拔为1866.4米。